# 延岡南道路
延岡南道路（延岡南道路、のべおかみなみどうろ、NOBEOKA-MINAMI ROAD）是連接宮崎縣延岡市與東臼杵郡門川町，總長6.1公里的國道10號繞道。延岡南交流道 - 門川交流道間為東九州自動車道之並行一般國道快速道路，本區間由西日本高速公路管理。同時為全國路線網之一環。
延岡交流道、系統交流道 - 北川交流道間通車後，同路線使用「東九州自動車道」（或者是「東九州道」）作為其營業路線名。（但是，也有道路指示牌原封不動地按照原先的法定路線名通標示為「延岡南道路」）

## 概要
- 起點：宮崎縣延岡市鹽濱町一丁目
- 終點：宮崎縣東臼杵郡門川町大字加草
- 全長：6.1公里（包含收費路段3.7公里）
- 規格：第1種第3級
- 道路幅員：
- 車道數：暫定2車道
- 車道幅員：
- 設計速度：80km/h
- 通行費徵收期限：2050年8月15日

## 交流道
（免費路段）
- 國道10號交點　※僅連接延岡市街方向
- 23 延岡南交流道（E10 延岡道路）

（收費路段）
- 23 延岡南交流道（E10 延岡道路）
- 24 門川交流道、門川收費站 （E10 東九州自動車道）

## 歷史
- 1990年2月21日：全線通車
- 2009年1月21日正午：ETC開始運用

## 路線狀況

### 隧道
- 加草隧道
- 土土呂隧道（土々呂トンネル）

## 相關項目
- E10 東九州自動車道
- 九州地方道路列表

## 外部連結
- 獨立行政法人 高速公路保有、債務返還機構 （页面存档备份，存于）
- 西日本高速道路株式會社 （页面存档备份，存于）
- 國土交通省九州地方整備局 延岡河川國道事務所 （页面存档备份，存于）